# Doug Van Wie
Doug Van Wie (Charlotte (North Carolina), 31 mei 1984) is een Amerikaanse zwemmer.

## Carrière
Bij zijn internationale debuut, op de wereldkampioenschappen kortebaanzwemmen 2008 in Manchester, strandde Van Wie in de halve finales van de 100 meter wisselslag en in de series van de 200 meter wisselslag. Samen met Ryan Lochte, Bryan Lundquist en Nathan Adrian veroverde hij de wereldtitel op de 4x100 meter vrije slag, het kwartet verbeterde tevens het wereldrecord. Op de 4x200 meter vrije slag eindigde hij samen met Ryan Lochte, Robert Margalis en Larsen Jensen op de vierde plaats.
Tijdens de Amerikaanse Olympische Trials 2008 in Omaha (Nebraska) wist Van Wie zich niet te kwalificeren voor de Olympische Zomerspelen 2008.

## Internationale toernooien
| Jaar | Olympische Spelen | WK langebaan | WK kortebaan                                                                         | PanPacs |
| ---- | ----------------- | ------------ | ------------------------------------------------------------------------------------ | ------- |
| 2008 | geen deelname     |              | 13e 100m wisselslag · 15e 200m wisselslag · 4x100m vrije slag · 4e 4x200m vrije slag |         |

## Persoonlijke records
Bijgewerkt tot en met 3 juli 2008

### Kortebaan
| Afstand         | Tijd    | Datum         | Plaats     |
| --------------- | ------- | ------------- | ---------- |
| 50m rugslag     | 24,24   | 25 maart 2004 | New York   |
| 100m rugslag    | 52,18   | 25 maart 2004 | New York   |
| 200m rugslag    | 1.55,20 | 25 maart 2004 | New York   |
| 100m wisselslag | 54,67   | 12 april 2008 | Manchester |
| 200m wisselslag | 1.58,29 | 25 maart 2004 | New York   |

### Langebaan
| Afstand         | Tijd    | Datum        | Plaats |
| --------------- | ------- | ------------ | ------ |
| 100m vrije slag | 49,70   | 2 juli 2008  | Omaha  |
| 200m vrije slag | 1.49,64 | 30 juni 2008 | Omaha  |
| 100m rugslag    | 55,11   | 30 juni 2008 | Omaha  |
| 200m rugslag    | 1.59,55 | 3 juli 2008  | Omaha  |